# (14741) Teamequinox
(14741) Teamequinox est un astéroïde de la ceinture principale.

## Description
(14741) Teamequinox est un astéroïde de la ceinture principale. Il fut découvert le 9 mars 2000 à Socorro (Nouveau-Mexique) par le projet LINEAR. Il présente une orbite caractérisée par un demi-grand axe de 2,28 UA, une excentricité de 0,20 et une inclinaison de 7,2° par rapport à l'écliptique.

## Compléments